# Simulium canescens
Simulium canescens es una especie de insecto del género Simulium, familia Simuliidae, orden Diptera.
Fue descrita científicamente por Breme, 1842.